# Juno Award/R&B/Soul Recording of the Year
Der Juno Award für das R&B/Soul Recording of the Year wird seit 1985 von der Canadian Academy of Recording Arts and Sciences vergeben. Er richtet sich an Künstler des Souls sowie des Contemporary R&B.

## Winners

### Best R&B/Soul Recording (1985–2002)
| Jahr | Sieger                                                    | Song                                      | Nominierungen | Ref.                                    |
| ---- | --------------------------------------------------------- | ----------------------------------------- | --- | --------------------------------------- |
| 1985 | Liberty Silver                                            | Lost Somewhere Inside Your Love           | - Demo Cates, Memories of Moments - Yvonne Moore, Hit and Run Lover - Wayne St. John, Two Can Play - Something Extra, Mega Mi                                         |                                         |
| 1986 | Billy Newton-Davis                                        | Love is a Contact Sport                   | - Kenny Hamilton, Right Here Is Where You Belong - Glen Ricketts, I Found a Love - Liberty Silver, All in the Way - Erroll Starr, The Key                             |                                         |
| 1987 | Kim Richardson                                            | Peek-A-Boo                                | - George Olliver, Dream Girl - Glen Ricketts, Big City - Erroll Starr, For The Love of Money - Tchukon, Here and Now                                                  |                                         |
| 1988 | Die Verleihung fiel in diesem Jahr aus.                   | Die Verleihung fiel in diesem Jahr aus.   | Die Verleihung fiel in diesem Jahr aus. | Die Verleihung fiel in diesem Jahr aus. |
| 1989 | Erroll Starr                                              | Angel                                     | - Candi, Dancing Under a Latin Moon - Debbie Johnson and Demo Cates, Secret Love - Lorraine Scott, Crying for Love - Liberty Silver, Private Property                 |                                         |
| 1990 | Billy Newton-Davis                                        | Spellbound                                | - George Banton, Your Love - Debbie Johnson, Mega Love - Jay W. McGee, Another Love in Your Life - Lorraine Scott, Never Be Lonely                                    |                                         |
| 1991 | Simply Majestic feat. B-Kool                              | Dance To The Music (Work Your Body)       | - Dance Appeal, Can't Repress the Cause - MCJ and Cool G, So Listen - Michie Mee and L.A. Luv, Jamaican Funk - Spunkadelic, Take Me Like I Am                         |                                         |
| 1992 | Love & Sas                                                | Call My Name                              | - Debbie Johnson, Let Me Go - Lorraine Scott, All Talk - Simply Majestic, Destiny - Helen Sharpe, Got 2 Have Your Love                                                |                                         |
| 1993 | Love & Sas                                                | Once in a Lifetime                        | - Debbie Johnson, Power to the People - The Nylons, Don't Look Any Further - Lorraine Scott, If That Was a Dream - Vivienne Williams, Infatuated                      |                                         |
| 1994 | Rupert Gayle                                              | The Time Is Right (I'll Be There For You) | - John James, Mothers of Hope - MCJ and Cool G, Love Me Right - Carol Medina, And the Song Goes - George St. Kitts, All I Need                                        |                                         |
| 1995 | Bass Is Base                                              | First Impression for the Bottom Jigglers  | - The Earthtones, Key to My Heart - Gentlemen X, Smooth & Soft - Carol Medina, I Had a Dream - The Nylons, Love T.K.O.                                                |                                         |
| 1996 | Deborah Cox                                               | Deborah Cox                               | - Bass is Base, Memories of the SoulShack Survivors - jacksoul, Absolute - Philosopher Kings, Philosopher Kings - Charlene Smith, Feel the Good Times                 |                                         |
| 1997 | Carlos Morgan                                             | Feelin' Alright                           | - The Earthtones, Blindfolded and Ready - Gavin Hope, Can I Get Close - The McAuley Boys, In Another Lifetime - George St. Kitts, Never Stop                          |                                         |
| 1998 | Deborah Cox                                               | Things Just Ain't the Same                | - Camille Douglas, Don't Leave Me Hangin - Glenn Lewis, The Thing to Do - Philosopher Kings, Famous, Rich and Beautiful - Unique, How May I Do You                    |                                         |
| 1999 | Deborah Cox                                               | One Wish                                  | - Jully Black feat. Saukrates, Rally'n - Kirsten Farkollie, I Need Some Time - Glenn Lewis, Bout Your Love - Tamia, Tamia                                             |                                         |
| 2000 | 2Rude feat. Snow, Smoothe tha Hustler, Latoya and Miranda | Thinkin' About You                        | - Blacklisted feat. ORA, Taj and Deslisha Thomas, Tha Crab Theory - Michael Clarke, All My Love - Nodeja, Nodeja - Ivana Santilli, Brown                              |                                         |
| 2001 | jacksoul                                                  | Sleepless                                 | - Baby Blue Soundcrew feat. Glenn Lewis, Only Be In Love - D-Cru, I Will Be Waiting - The Philosopher Kings, If I Ever Lose This Heaven - Tamia, A Nu Day             |                                         |
| 2002 | Glenn Lewis                                               | Don't You Forget It                       | - Baby Blue Soundcrew feat. Jully Black and Baby Cham, The Day Before - Chin Injeti, Day Dreaming - Jamie Sparks, Unforgettable - Sugar Jones, Never Leave Hurt Alone |                                         |

### R&B/Soul Recording of the Year (seit 2003)
| Jahr | Sieger                             | Song                       | Nominierungen | Ref.  |
| ---- | ---------------------------------- | -------------------------- | --- | ----- |
| 2003 | Remy Shand                         | The Way I Feel             | - Jully Black, You Changed - Shawn Desman, Get Ready - Carl Henry, RNB - Glenn Lewis, World Outside My Window                                                         |       |
| 2004 | In Essence                         | The Master Plan            | - Big Black Lincoln, Pimpin' Life - Glenn Lewis feat. Kardinal Offishall, Back for More - Tamia, Officially Missing You - X-Quisite, X-Quisite                        | [ 2 ] |
| 2005 | Keshia Chanté                      | Keshia Chanté              | - Gary Beals, Gary Beals - jacksoul, Resurrected - Ray Robinson, What It Is - Tamia, More                                                                             |       |
| 2006 | Shawn Desman                       | Back for More              | - Jully Black, This Is Me - Divine Brown, Divine Brown - Cory Lee, The Naughty Song - Massari, Massari                                                                |       |
| 2007 | jacksoul                           | mySOUL                     | - Deesha, Life Less Ordinary - George, Believe - Karl Wolf, Face Behind the Face - Keshia Chanté, Been Gone                                                           |       |
| 2008 | Jully Black                        | Revival                    | - Corneille, The Birth of Cornelius - Ebrahim, Goldrush - Keshia Chanté, 2U - God Made Me Funky, We Can All Be Free                                                   |       |
| 2009 | Divine Brown                       | The Love Chronicles        | - Deborah Cox, The Promise - Elise Estrada, Elise Estrada - Zaki Ibrahim, Money - Ivana Santilli, TONY                                                                |       |
| 2010 | jacksoul                           | Lonesome Highway           | - Jully Black, The Black Book - Jarvis Church, The Long Way Home - Danny Fernandes, Intro - Melanie Fiona, The Bridge                                                 |       |
| 2011 | Quanteisha                         | Stars                      | - Keshia Chanté, Test Drive - Raghav feat. Kardinal Offishall, So Much, - Solitair feat. Kardinal Offishall, Come True - Karl Wolf, Nightlife                         |       |
| 2012 | Melanie Fiona                      | Gone and Never Coming Back | - Jully Black feat. Kardinal Offishall, Set it Off - JRDN, IAMJRDN - Robin Thicke feat. Lil Wayne, Pretty Lil Heart - Karl Wolf feat. Kardinal Offishall, Ghetto Love |       |
| 2013 | The Weeknd                         | Trilogy                    | - Jully Black, Fugitive - Shawn Desman, Nobody Does It Like You - Melanie Fiona, Change the Record - Kreesha Turner, Tropic Electric                                  |       |
| 2014 | JRDN featuring Kardinal Offishall  | Can't Choose               | - Joanna Borromeo, Kaleidoscope - Kim Davis, There's Only One - Melanie Durrant, Gone - The Weeknd, Kiss Land                                                         |       |
| 2015 | The Weeknd                         | Often                      | - Melanie Durrant, Four Seasons - jacksoul, Got to Have It - JRDN, JRDN - Ben Stevenson, Dirty Laundry                                                                |       |
| 2016 | The Weeknd                         | Beauty Behind the Madness  | - Alessia Cara, Four Pink Walls - Dru, Déjà Vu - Patrick Lehman, Butchy's Son - August Rigo, The Fall Out                                                             |       |
| 2017 | The Weeknd                         | Starboy                    | - Daniel Caesar, Pilgrim's Paradise - Tanika Charles, Soul Run - dvsn, Sept. 5 - PARTYNEXTDOOR, PARTYNEXTDOOR 3                                                       |       |
| 2018 | Daniel Caesar                      | Freudian                   | - Jahkoy, Foreign Water - Jessie Reyez, Kiddo - Jhyve, Human - Keshia Chanté, Unbound 01                                                                              |       |
| 2019 | Jessie Reyez                       | Being Human in Public      | - Anders, Twos - Black Atlass, Pain & Pleasure - Charlotte Day Wilson, Stone Woman - The Weeknd, My Dear Melancholy,                                                  |       |
| 2020 | Jessie Reyez, Tory Lanez and Tainy | Feel It Too                | - Amaal, Black Dove - Daniel Caesar, Case Study 01 - Tanika Charles, The Gumption - Tory Lanez, Chixtape 5                                                            | [ 3 ] |